# Ctenochira spectabilis
Ctenochira spectabilis är en stekelart som först beskrevs av Heinrich Habermehl 1909.
Ctenochira spectabilis ingår i släktet Ctenochira och familjen brokparasitsteklar. Inga underarter finns listade i Catalogue of Life.